# Okręg wyborczy Batman
Okręg wyborczy Batman (ang. Division of Batman) – jednomandatowy okręg wyborczy do Izby Reprezentantów Australii, położony w północnej części Melbourne. Powstał przed wyborami z 1906 roku. Jego patronem jest John Batman, jeden z założycieli Melbourne. 

## Lista posłów
| okres urzędowania | poseł           | przynależność                                                                |
| ----------------- | --------------- | ---------------------------------------------------------------------------- |
| 1906-1910         | Jabez Coon      | Partia Protekcjonistyczna (1906-1909) Związkowa Partia Liberalna (1909-1910) |
| 1910              | Henry Beard     | Australijska Partia Pracy                                                    |
| 1911-1931         | Frank Brennan   | Australijska Partia Pracy                                                    |
| 1931-1934         | Samuel Dennis   | Partia Zjednoczonej Australii                                                |
| 1934-1949         | Frank Brennan   | Australijska Partia Pracy                                                    |
| 1949-1962         | Alan Bird       | Australijska Partia Pracy                                                    |
| 1962-1969         | Sam Benson      | Australijska Partia Pracy (1962-1966) niezrzeszony (1966-1969)               |
| 1969-1977         | Horrie Garrick  | Australijska Partia Pracy                                                    |
| 1977-1996         | Brian Howe      | Australijska Partia Pracy                                                    |
| 1996-2013         | Martin Ferguson | Australijska Partia Pracy                                                    |
| od 2013           | David Feeney    | Australijska Partia Pracy                                                    |

źródło: 